# Dick’s Picks Volume 18
Dick’s Picks Volume 18 ist ein Live–Dreifachalbum der Band Grateful Dead.

## Geschichte
Die Songs des Albums wurden zwischen dem 3. und 5. Februar 1978 im Dane County Coliseum in Madison, Wisconsin, und im UNI–Dome in Cedar Falls, Iowa, aufgenommen. Zwei Songs stammen aus einer Show im Milwaukee Auditorium in Milwaukee, Wisconsin.
Grateful Dead traten im Laufe ihrer Karriere sechsmal im Dane County Coliseum, zweimal im UNI–Dome und einmal im Milwaukee Auditorium auf. 1978 absolvierten sie 82 offizielle Shows.
Als Produzent fungierte die Tontechnikerin Betty Cantor-Jackson, die im Laufe der Zeit mehrere Alben produzierte, nicht nur für Grateful Dead, sondern auch von Musikern wie Boz Scaggs.
Das zeitlich letzte Studioalbum war Terrapin Station (1977), welches in den Vereinigten Staaten 1987 den Goldstatus erreichte. Von diesem Album wurden die Songs „Estimated Prophet“, „Passenger“ und „Samson und Delilah“ für die Liveshows verwendet. Vom späteren Studioalbum Shakedown Street (1978) wurde der Klassiker „Good Lovin“, „Fire on the Mountain“ und „New Minglewood Blues“ verwendet. Die weiteren Songs waren Standardlivesongs von älteren Alben und auch von anderen Songwritern.
Der Name Dick’s Pick stammt vom offiziellen Aufnahmearchivist der Band Dick Latvala, der die Serie startete und die Songs dazu bis zu seinem Tod 1999 auswählte. Danach übernahm David Lemieux das Archiv. Als Erinnerung ist der Schriftzug „Latvala“ stets auf dem Cover oder dem Inlay eines Albums aus der Serie versteckt.

Wie die bisherigen Alben der Serie Dick’s Pick ist auch dieses mit einer Kaufwarnung versehen:

„This CD was produced using the original 7" reel-to-reel soundboard tapes running at 7.5 IPS and 15 IPS. It is a snapshot of history and not a modern professional recording, and may therefore exhibit some minor technical anomalies. We have, however, aimed to make it just exactly perfect, as Dick would have liked it.“

## Kritik
Im Allgemeinen wurde Dick’s Picks Volume 18 unterschiedlich bewertet. Von All Music Guide erhielt das Album 3 und von The Music Box 5 von 5 Sternen.

## Tracklist

### CD 1
1. „Bertha“ (Garcia, Hunter) – 6:42
2. „Good Lovin’“ (Rudy Clark, Arthur Resnick) – 6:14
3. „Cold Rain and Snow“ (Traditional) – 6:17
4. „New Minglewood Blues“ (Traditional) – 5:41
5. „They Love Each Other“ (Garcia, Hunter) – 7:42
6. „It's All Over Now“ (Bobby Womack, Shirley Womack) – 7:39
7. „Dupree's Diamond Blues“ (Garcia, Hunter) – 4:37
8. „Looks Like Rain“ (Barlow, Weir) – 7:59
9. „Brown-Eyed Woman“ (Garcia, Hunter) – 5:34
10. „Passenger“ (Lesh, Monk) – 5:40
11. „Deal“ (Garcia, Hunter) – 6:34
12. „The Music Never Stopped“ (Barlow, Weir) – 8:06

### CD 2
1. „Estimated Prophet“ (Barlow, Weir) – 12:16
2. „Eyes of the World“ (Garcia, Hunter) – 14:37
3. „Playing in the Band“ (Hart, Hunter, Weir) – 24:35
4. „The Wheel“ (Garcia, Hunter, Kreutzmann) – 5:43
5. „Playing in the Band“ (Hart, Hunter, Weir) – 9:02
6. „Johnny B. Goode“ (Chuck Berry) – 4:38

### CD 3
1. „Samson and Delilah“ (Traditional) – 11:21
2. „Scarlet Begonias“ (Garcia, Hunter) – 12:45
3. „Fire on the Mountain“ (Hart, Hunter) – 17:03
4. „Truckin'“ (Garcia, Hunter, Lesh, Weir) – 9:17
5. „Drums“ (Hart, Kreutzmann) – 1:56
6. „The Other One“ (Kreutzmann, Weir) – 9:02
7. „Wharf Rat“ (Garcia, Hunter) – 8:58
8. „Around and Around“ (Berry) – 8:34

## Aufnahmedaten
Von der ersten CD wurden die Songs 3, 5, 8, 9, 12 und die komplette zweite CD am 3. Februar aufgenommen. Von dem Auftritt am 4. Februar stammen die Songs 6 und 7 von der ersten CD. Die komplette CD 3 sowie die Songs 1, 2, 4, 10 und 11 von der ersten CD stammen vom 5. Februar.